# Mus cypriacus
Il topo cipriota (Mus cypriacus Cucchi & Al., 2006) è un roditore della famiglia dei Muridi endemico dell'isola di Cipro.

## Descrizione

### Dimensioni
Roditore di piccole dimensioni, con la lunghezza della testa e del corpo tra 75 e 91 mm, la lunghezza della coda tra 63 e 87 mm, la lunghezza del piede tra 15,1 e 18,5 mm e la lunghezza delle orecchie tra 13,6 e 16,8 mm.

### Aspetto
Le parti superiori sono marroni, con dei riflessi color ocra lungo i fianchi, mentre le parti ventrali variano dal bianco al bianco-grigiastro. Le orecchie sono grandi e allungate, ricoperte di piccoli peli bianchi nella parte interna. Gli occhi sono grandi e sporgenti. Le zampe sono rosate. La coda è più lunga della testa e del corpo. Le femmine hanno tre paia di mammelle pettorali e due paia inguinali. Il cariotipo è 2n=40 FN=40.

## Biologia

### Comportamento
È una specie terricola. 

## Distribuzione e habitat
Questa specie è endemica delle zone collinari e montane dell'isola di Cipro.
Vive in colture abbandonate tra 300 e 900 metri di altitudine, dove la vegetazione consiste in boscaglie, prati e boschi di piccoli alberi. Si trova anche in aree forestali fluviali. È praticamente assente sotto i 100 metri di altitudine dove la presenza umana è più intensa e dove il topo domestico è la specie dominante.

## Conservazione
La IUCN Red List, considerato che è abbastanza comune nel suo habitat ed è priva di reali minacce, classifica M.cypriacus come specie a rischio minimo (Least Concern).